# Famille de Tascher
La famille de Tascher et de Tascher de La Pagerie, est une famille de la noblesse française, originaire de Châteauneuf-en-Thymerais dans le Perche. Sa filiation suivie remonte en 1455 avec Guillaume Tascher d'où sont issues deux branches principales.
La branche aînée qui prit le nom de la terre de la Pagerie (paroisse de Bouffry), après s'être fixée dans le Dunois et le Blésois (Orléanais), s'établit vers 1730 en Martinique. Un de ses membres, Charles Robert de Tascher de la Pagerie (1811-1869), fut confirmé duc de Tascher de la Pagerie par décret du 2 mars 1859 selon les lettres patentes du 8 juillet 1810 et 16 mai 1811 (titre éteint en 1901 avec son fils Robert, deuxième et dernier duc de Tascher de la Pagerie). La branche aînée s'est éteinte en ligne masculine en 1993.
La branche cadette dite de Pouvray restée dans le Perche s'est éteinte en ligne masculine en 1964.
La famille de Tascher a notamment été illustrée par Marie-Josèphe Rose de Tascher de la Pagerie (1763-1814), issue de la branche aînée (plus connue sous le nom de Joséphine de Beauharnais nom de son premier mari Alexandre de Beauharnais), première épouse de l'empereur Napoléon Ier et impératrice des Français de 1804 à 1809.

## Histoire
La famille de Tascher est originaire de Châteauneuf-en-Thimerais dans le Perche.
On ne peut rattacher avec certitude à la famille de Tascher des porteurs du nom de Tascher (donné probablement à celui qui percevait le droit féodal de tasque ), dont l'existence est constatée avant l'an 1400.
Elle remonte sa filiation suivie à Guillaume Tascher, cité en 1455 dans un aveu pour sa terre de Bréméant à Dangeau et en 1462 dans autre aveu pour celle de Romphais à Digny, que Jeanne de Chaumont, son épouse, lui porta en mariage. 
Selon certains auteurs, il aurait pour père ou grand-père Regnauld de Tascher, seigneur de Garges, fils de Louis de Tascher. Un Guillaume de Tascher , écuyer, donna une quittance en 1406, mais l'identité avec le premier, n'est pas établie. 
Guillaume Tascher laissa deux fils Imbert et Pierre, auteur de deux branches. 
Imbert, l'aîné, fut l'auteur de la branche de la Pagerie (terre à Bouffry dans le Loir-et-Cher), qui, après s'être fixée dans le Dunois et le Blésois (Orléanais), s'établit vers 1730 en Martinique où elle s'occupa de plantations. De cette branche est issue Marie-Josèphe Rose de Tascher de la Pagerie, plus connue sous le nom de Joséphine de Beauharnais, qui, veuve du général Alexandre de Beauharnais, guillotiné en juillet 1794, épousa en secondes noces le 9 mars 1796 Napoléon Bonaparte, alors jeune général encore inconnu et de six ans son cadet.
Pierre, le cadet, fut l'auteur de la branche de Pouvray (terre dans l'Orne) qui se fixa à Bellême. Elle restera dans l'Orne jusqu'au milieu du XVIIIe siècle et s'éteignit en 1964.

## Preuves de noblesse
La famille de Tascher obtint plusieurs maintenues et confirmations de noblesse:
- Une maintenue de noblesse en 1598 en faveur d'Isaac de Tascher, seigneur de la Pagerie et autres lieux.
- Une confirmation de noblesse en 1667 en faveur d'Issac de Tascher, par ordonnance de Boucher d'Orçai, conseiller d'État pour le règlement des tailles de la généralité d'Orléans.
- Une ordonnance du 12 mars 1667 sur présentation des titres faite par René de Tascher, seigneur de Marcilly et d'autres parents, rendue par Bernard Hector de Marle, commissaire envoyé pour la recherche de la noblesse dans la généralité d'Alençon.
- Un arrêt de maintenu de noblesse du 30 juillet 1667 à Orléans en faveur de François de Tascher, rendu par M. de Machault, conseiller d'État nommé pour la vérification de la noblesse.
- Un certificat du 4 août 1700 du généalogiste des ordres du roi, en vertus des arrêts du Conseil d'État de 1689 et 1699.

Pierre d'Hozier dans un certificat du 10 janvier 1631 pour entrée de l'un de ses membres dans l'Ordre de Malte écrit que la famille de Tascher « était en possession de la noblesse, et de si longtemps qu'il n'était mémoire du contraire ».
Les preuves de noblesse pour l'entrée à la Maison royale de Saint-Cyr de Anne et Madeleine de Tascher faites en 1721 et 1734, font remonter la filiation suivie à Charles de Tascher, écuyer, seigneur de Malassise, mort avant le 25 septembre 1571.
Régis Valette écrit que la famille de Tascher est de noblesse d'ancienne extraction, sur filiation prouvée depuis 1466.

## Généalogie
1. Guillaume de Tascher († après 1462), marié avec Jeanne (ou Suzanne) de Chaumont, dont :
  - Imbert, auteur de la branche aînée ;
  - Pierre, auteur de la branche cadette.

### Branche ainée
1. Imbert de Tascher, écuyer, seigneur de Romphais et de Bréméant, épouse Marie du Bois des Cours dont vinrent[11] :
  - Jean qui suit,
  - un autre Jean, dit le jeune,
  - César
  - Roberte, mariée à Étienne de Baune (ou de Racine) ;
2. Jean de Tascher, écuyer, seigneur de Romphais, de Malassise (hameau de la commune d'Auteuil (Oise), près de Beauvais), de Roussy et de La Pagerie, lequel épouse en 1459 demoiselle Jeanne, fille de Geoffroy de Megardon, dont il eut :
  - Charles qui suit,
  - Guillaume,
  - Claude ;
3. Charles de Tascher († entre 1552 et le 25 septembre 1571), écuyer, seigneur de Malassise se maria avec Isabeau des Loges, son épouse, dont il eut :
  - Vincent, seigneur de Malassise, dont on ignore la postérité,
  - un autre Vincent qui suit,
  - Baptiste de Tascher.

### Rameau Tascher de la Pagerie
1. Vincent de Tascher (1551 † 1595), écuyer, seigneur de la Pagerie, qui épousa Louise de Racine, dont il eut :
  - Isaac, qui suit,
  - Marin († tué à la bataille de Saint-Quentin en 1557) ;
  - Judith
2. Isaac de Tascher († 1631), écuyer, seigneur de la Pagerie, marié avec Louise de Phéline, dont il n'eut que :
  - Pierre de Tascher qui suit ;
3. Pierre de Tascher, écuyer, seigneur de la Pagerie se maria, le 16 mai 1619, avec Jeanne de Ronsard (contrat du 3 mai devant Me Vié), il en eut :
  - François qui suit,
  - Jean, mort au service à Turin,
  - Jacques, morts au service à Bergues ;
4. François de Tascher (baptisé le 23 septembre 1620), écuyer, seigneur de la Pagerie, commandant en 1674 la noblesse du bailliage de Blois et d'Étampes, marié le 19 janvier 1647 avec Marie-Pétronille d'Arnoul (née en 1630), dont :
5. Gaspard Tascher de La Pagerie (12 avril 1671 † 23 juin 1750), seigneur de La Pagerie, marié le 6 février 1690 avec Edmée du Plessis de Savonnières (née en 1672), puis le 9 mai 1712 (Saint-Laurent-Nouan) avec Anne-Marguerite de Bodin de Boisrenard, dont :
  - De la première union sont issus :
    - Joseph-Gaspard qui suit,
    - Agathe

  - De la seconde union sont issus :
    - Marie-Stanislas (né le 3 janvier 1729 - Blois), abbé et vicomte d'Abbeville, Chanoine de Blois, aumônier de la Dauphine, Vicaire général de Mâcon,
    - plusieurs filles dont deux ont été reçues à Saint-Cyr, sur leurs preuves de noblesse.
6. Gaspard Joseph Tascher de La Pagerie (15 septembre 1705 † 1767), seigneur de La Pagerie, lequel passa en Martinique et s'y maria le 10 août 1734 (Le Carbet, Martinique) avec Marie-Françoise Bourreau de La Chevalerie (1709 † 1784), dont :
  - Joseph-Gaspard qui suit,
  - Marie-Éphémie-Désirée (10 janvier 1739 † 13 mars 1803 - Paris), mariée le 19 avril 1759 avec Alexis Renaudin ( † 18 décembre 1795), chevalier, major des milices de saint Louis, mariée en août 1796 (Fontainebleau) avec François de Beauharnais (1714-1800), veuf, baron de Beauville, marquis de La Ferté-Beauharnais, seigneur de Villechauve, Chef d'escadre des armées navales, gouverneur et lieutenant général pour le Roi à la Martinique. Veuve, elle se remarie, le 3 janvier 1801 (Paris) avec Pierre Danès de Montardat (1748 † 1829), futur maire de Saint-Germain-en-Laye (1815-1826). Ses trois mariages furent infertiles,
  - Robert-Marguerite (1740-1806), auteur d'un rameau éteint dans les mâles en 1993 (qui suit), mais subsistant en ligne féminine.
  - Marie-Paule (1741 † 1795), mariée le 21 janvier 1759 (Fort-Royal, Martinique), avec Louis-Jules Lejeune du Gay (1739 † après 1812), écuyer, sieur de La Touche-Hersant, mousquetaire, chevalier de Saint-Louis, dont postérité,
  - Marie-Françoise Rose, dite Rosette (1746 † 1807)
7. Joseph-Gaspard (5 juillet 1735 - Le Carbet, Martinique † 6 juin 1790 - Les Trois-Îlets, Martinique), écuyer, capitaine de dragons, lieutenant des canonniers bombardiers, chevalier de Saint-Louis, marié le 9 novembre 1761 (Les Trois-Îlets) avec Rose Claire des Vergers de Sannois (1736 † 1807), et paraît avoir eu une relation avec Marie Anne Adélaïde Mélanie.
  - De son mariage naissent :
    - Marie-Josèphe Rose, (dite Joséphine) (23 juin 1763 - Les Trois-Îlets, Martinique † 28 mai 1814 - Château de Malmaison, Rueil-Malmaison, inhumée en l'église Saint-Pierre-Saint-Paul de Rueil-Malmaison), Impératrice des Français, reine d'Italie, duchesse de Navarre, (majorat composé du domaine de Navarre à Évreux, dont hérita son fils Eugène), mariée le 13 décembre 1779 (Noisy-le-Grand, séparés à l'amiable en décembre 1785) avec Alexandre, vicomte de Beauharnais (1760 † 1794), remariée, dans des conditions irrégulières par Antoine Collin, le 9 mars 1796 avec Napoleone Buonaparte, jeune général corse encore inconnu et de six ans son cadet, divorcés le 16 décembre 1809. Postérité du premier mariage : Eugène (1781 † 1824) et Hortense de Beauharnais (1783 † 1837),
    - Catherine-Désirée (1764 † 1777),
    - Marie-Françoise (septembre 1766 † 1791), la Rose de la Martinique, fiancée de Louis-François Dubuc (1759 † 1812), membre de l'assemblée coloniale de la Martinique,
    - Il pourrait être le père illégitime de :
      - Elizabeth, femme de couleur libre et, par elle, grand-père de Cyrille Bissette,
      - Félicité Pauline Emmanuelle, laquelle épouse Joseph Julien Frappart (1795 † 1858),
      - Lérice (ou Louise Marguerite) femme de couleur libre, mariée à Louis Barthélemy Frappart,
      - Euphémie Lefebvre, femme de couleur libre et domestique auprès de Joséphine.

#### Rameau subsistant en ligne féminine en 2023
1. Robert-Marguerite Tascher de La Pagerie (1740 † 18 mars 1806, inhumé en l'église Saint-Pierre-Saint-Paul de Rueil-Malmaison où Joséphine lui érigea un monument de marbre blanc), Baron de La Pagerie, l'auteur du seul rameau existant de cette branche aînée fut page de « Madame la Dauphine » (1754), puis successivement lieutenant de vaisseau, chevalier de Saint-Louis, lieutenant de MM. les maréchaux de France à Brest, et commandant des ports et rades de la Martinique. Du mariage qu'il contracta dans cette île en 1770 avec Jeanne Le Roux de Chapelle (1754-1822), dont il eut :
  - Marie Louise Marguerite (24 mai 1771 † 24 octobre 1801 - Le Vauclin (Martinique)), mariée avec Louis Germain du Tremblier de Chauvigny ( † 21 février 1797 - Les Trois-Îlets (Martinique)), dont postérité,
  - Charles (1er janvier 1772 - Fort-Royal (Martinique) † 6 mai 1849 - Fort-Royal (Martinique))[réf. nécessaire],
  - Robert Gaspard (7 février 1773 - Fort-Royal † 6 mai 1849 - Paris)[réf. nécessaire],
  - Louis Robert (20 octobre 1776)[réf. nécessaire],
  - Anne Calixte (13 mars 1778 † 24 septembre 1807 - Port-Louis (Guadeloupe)), mariée avec Pierre Guillaume Ruillier-Beauport († 24 septembre 1829 à Port-Louis (Guadeloupe)), commandant du quartier de Port-Louis (Guadeloupe), dont postérité,
  - Charles qui suit,
  - Jean-Henri, dit l'Amour (20 juin 1785 - Fort-de-France (Martinique) † 17 janvier 1816 - Paris), comte de l'Empire, Général de brigade (1813), marié à Paris le 15 juin 1811 avec Marcelle Clary (1792 † 23 avril 1866 - La Thuillerie), dont :
    - Rose Amable Julie Joséphine (25 novembre 1815 † 7 janvier 1907 - La Thuillerie), mariée le 11 mars 1838 avec Louis Alexandre (7 juin 1811 † 30 janvier 1897 - La Thuillerie), baron de Montbrun, Préfet du palais de Napoléon III, Officier de la Légion d'honneur, dont postérité,

  - Pierre Claude Louis Robert qui suit son aîné,
  - Marie Rose Françoise Stéphanie (1788 - Fort-Royal † 26 octobre 1832 - Paris), élevée au rang de princesse française, épousa, sur ordre de l'Empereur[12], le 1er février 1808 (Paris) Prosper-Louis d'Arenberg (28 avril 1785 - Enghien † 27 février 1861 - Bruxelles), 7e duc d'Arenberg. Ce mariage a été annulé par jugement du tribunal civil du département de la Seine le 29 août 1816, par sentence de l'officialité de Paris le 27 mars 1817, enfin par bulle du pape Pie VII le 21 août 1818. Divorcés le 29 août 1816. Elle se remarie le 8 novembre 1819 avec Guy Eugène Victor (18 avril 1787 - Paris † 5 décembre 1851 - Paris), marquis de Chaumont-Quitry, Comte de Quitry et de l'Empire, Officier de cavalerie, officier d'ordonnance du prince Eugène, dont postérité.
  - Sainte-Rose, dite Yéyé (1792 † 1823).
2. Charles Marie Rose Anne Tascher de La Pagerie (24 avril 1780 - Fort-Royal † 6 mai 1839 - Fort-Royal), baron de Tascher de la Pagerie, lieutenant-colonel, ancien chef d'escadron des grenadiers de la Garde, membre suppléant du comité consultatif pour la Martinique (1821), marié, le 10 juillet 1807, avec Céline Soudan de Rivecourt (2 décembre 1792 - Rivière-Salée † 15 août 1852 - Fort-Royal), d'où sont nés :
  - Jean Henri (8 octobre 1809 † 1864 - Martinique),
  - Jean Baptiste Louis Eugène Napoléon (11 décembre 1810 - Le Lamentin † 1870), Consul de France, marié une première une fois, il aura un fils mort sans alliance. Il se remarie le 6 décembre 1864 avec Marie Marguerite Virginie Élisabeth Huillier (1805 † 3 septembre 1887 - Paris),
  - Marie Louise Amélie (10 février 1813 - Le Lamentin † 24 décembre 1873 - Libourne), dame d'honneur du chapitre de Sainte-Anne de Munich, mariée, à Paris, le 11 février 1839, avec George de Barillon d'Amoncourt,
  - Joséphine Stéphanie Caroline (7 avril 1815 - Le Lamentin † 5 février 1824),
  - Charles Robert Joseph (14 février 1817 † 23 mars 1888 - Châteauneuf-en-Thymerais), sous-lieutenant au 7e Cuirs,
  - Louis Rose Léonce (20 mai 1819 † 1885) qui, de sa relation avec Joséphine Léger, aura une fille :
    - Léontine Céline (3 février 1845 - Graville-Sainte-Honorine † 11 octobre 1889 - Le Havre),

  - Marie Joséphine Clémence (née le 12 septembre 1821),
  - Émile (12 octobre 1823 † 19 août 1892), sous-lieutenant au régiment de marine, marié avec Charlotte Dubois de Fresnoy, ils auront un fils :
    - Napoléon (1856 † 1935), marié le 6 octobre 1881 (château du Petit-Fresnoy, Picardie) avec Catherine Amelot de Chaillou, ils auront :
      - Robert (28 octobre 1882 - Paris † 1959), marié avec Luce Arbel, ils auront un fils :
        - Renaud (1914 † 1993), marié le 21 juin 1945 avec Nicole Le Vaillant du Châtelet de Jollain (1914 † 1988), fille du comte Gaston Le Vaillant du Châtelet de Jollain et d'Élisabeth de Prelle de la Nieppe, dont trois filles : Joséphine (1939), sans alliance ; Hortense (1945), mariée en 1975 à Henri de Talhouët et Marie (1949), mariée en 1977 à Hugues Pocquet de Livonnière.

      - Charles (13 février 1884 † juin 1925 - Château de La Mivoie (Loiret)),
        - Léon Félicité Théobald (25 décembre 1825 - Martinique † 4 avril 1874 - Paris),
        - Louis Marie Robert Jules (né le 29 juillet 1829).
3. Pierre Claude Louis Robert Tascher de La Pagerie, dit Fanfan (1er avril 1787 - Fort-Royal † 3 mars 1861 - Paris), officier d'ordonnance de Napoléon Ier (27 octobre 1807), chef d'escadron (1809), Comte Tascher de La Pagerie et de l'Empire (9 mars 1810), colonel et aide de camp du prince Eugène (1814), général de division (Bavière) et chambellan du roi de Bavière, sénateur du Second Empire (31 décembre 1852), et grand maître de la maison de l'Impératrice Eugénie (25 janvier 1853), grand-croix de la Légion d'honneur, marié le 10 août 1810 avec Amalie Theodora, princesse von der Leyen und zu Hohengeroldseck (de) (2 septembre 1789 - Blieskastel † 21 juillet 1870 - Soultz). De ce mariage sont issus :
  - Charles Joseph Louis qui suit,
  - Eugène Auguste Alexandre Louis (6 décembre 1812 † 18 septembre 1833 - en duel), filleul du prince Eugène, Cornette des chevau-légers bavarois,
  - Stéphanie Philippine Sophie Louise (née le 26 janvier 1814), sœur jumelle de la suivante,
  - Hortense Henriette Sophie Amélie (26 janvier 1814 - Paris † 4 mars 1898 - Munich), sœur jumelle de la précédente, mariée le 3 février 1834 (Munich) avec Philipp Aloys, Graf von Deroy (1806 † 1848), dont postérité,
  - Marie Anna Louise Sophie Amélie (1er février 1817 - Munich † 28 septembre 1897 - Arnstorf), mariée le 31 juillet 1847 (Munich) avec Maximilian (de) (1817 † 1890), Freiherr von Gise, chambellan du roi de Bavière, dont postérité,
  - Louise Cécile Rose Elisabeth Sophie (13 août 1818 - Munich † 9 février 1890 - Paris), mariée le 4 avril 1842 avec Ferdinand Adalbert (1823 † 1857), comte de Waldner de Freundstein, dont postérité ;
4. Charles Joseph Louis Robert Philippe de Tascher de La Pagerie (13 août 1811 - Francfort † 3 février 1869 - Palais des Tuileries, Paris), filleul du prince primat de Dalberg et de l'Impératrice Joséphine, chambellan du roi de Bavière, 1er duc de Tascher de La Pagerie (2 mars 1859)[2], premier chambellan S.M. l'Impératrice Eugénie (janvier 1853), député du département du Gard au Corps législatif (1853), puis de celui de l'Allier, sénateur du Second Empire (6 mars 1861), marié le 27 décembre 1838 avec Caroline-Wilhelmine-Éléonore-Euphrosine, Freiin Pergler von Perglas (1816 † 1888), dont :
  - Eugénie Caroline Amélie (23 novembre 1839 - Munich † 28 mars 1905 - Neuburg an der Donau), mariée le 13 octobre 1860 (Munich) avec Maximilian, Prinz von Thurn und Taxis (1831 † 1890), dont postérité,
    - Robert qui suit,
    - Hortense Stéphanie Anna Sophie Frédérique (9 novembre 1844 - Munich † 12 mars 1867 - Paris), mariée le 4 novembre 1865 (Paris) avec Émile, comte de l'Espine (1827 † 1892), dont postérité ;
5. Robert de Tascher de La Pagerie (10 novembre 1840 † 1901), 2e et dernier duc de Tascher de La Pagerie, marié en juillet 1872 avec Angélique Panos (1845 † 1920), sans postérité[2].

### Branche cadette
1. Pierre de Tascher ( † après 1499), seigneur de la Hallière (en la paroisse de Digny, relevait de la châtellenie de Beaussard), marié avec Robine de Courtalain (Courtalen ou Courtalin), dont :
  - Esprit ;
2. Esprit de Tascher, écuyer, seigneur de la Hallière, de Brémean et de Bois-Guillaume, marié avec Renée de Manceau, dame de Nevermes, d'où six filles et sept fils, dont :
  - Gilles, chef de la branche établie en Guyenne, dont est issu N. de Tascher, lieutenant au régiment de Flandres-Infanterie en 1784,
  - Jacques Ier ;
3. Jacques Ier de Tascher ( † après 1590), écuyer, seigneur de Beaulieu, procureur du roi au bailliage du comté du Perche à Bellême (1590), qui se maria avec Demoiselle Charlotte (Jehanne) de la Bretonnière, dont :
  - Samuel Ier, qui suit ;
4. Samuel Ier de Tascher, seigneur de Beaulieu et de Lormarin, procureur du roi à Bellême, auteur des seigneurs de Lormarin (en la paroisse de Moussonvilliers), du Plessis (en la paroisse de Nocé), de la Grange, de Pouvray, de la Boissière et du Fay-de-la-Lande, lequel embrassa la religion réformée et se maria, en 1609, avec demoiselle Charlotte-Marie Pomet, dont est sorti :
  - Jacques II, auteur du rameau de Lormarin,
  - Samuel II, auteur du rameau de Pouvrai.

#### Rameau deLormarin
1. Jacques II de Tascher, seigneur de Lormarin, marié avec Suzanne de Sabrevois, dont :
2. Jacques III de Tascher, écuyer, seigneur de la Boissière, marié le 9 octobre 1720 (La Chapelle-Viel), avec Catherine Legrand, dont :
3. Jacques IV François, écuyer, seigneur du Fay-de-la-Lande, marié le 28 juin 1751 (Courdevêque) avec Magdeleine de Bonenfant, dont :
4. Magdeleine Catherine Tascher de Lormarin (21 avril 1752 - Les Aspres † 29 novembre 1829 - Bonnefoi), dame du Fay-de-la-Lande, mariée le 17 septembre 1779 (Auguaise) avec Charles René Jacques de Saint-Aignan (1747 † 1831), propriétaire, dont postérité ;

#### Rameau dePouvrai
1. Samuel II de Tascher, écuyer, sieur de Beaulieu, qui se maria en 1649 avec demoiselle Marie de Chartres ou Chartier, dont naquit :
  - Samuel III qui suit :
2. Alexandre Samuel III de Tascher, seigneur de Pouvray, qui se convertit à la religion catholique, marié en 1684 avec demoiselle Suzanne de Cosne, dont :
  - Pierre-Louis qui suit,
  - Louis-Pierre, curé d'Avezé, au diocèse du Mans,
  - Alexandre, chevalier de Saint-Louis,
3. Pierre Louis de Tascher (3 janvier 1687 - Bellême † 14 mars 1757), seigneur de Pouvray et de la Salle, marié le 30 octobre 1714 (paroisse Saint-Sauveur, Bellême), avec Brigitte Le Breton, dont sont nés :
  - Pierre-Alexandre qui suit
  - Louis-Samuel (1724 † 1782), prêtre, prieur de Sainte-Gauburge-de-la-Coudre, docteur en Sorbonne, aumônier de S. A. S. Monseigneur le duc de Penthièvre,
  - Alexis-François (né en 1728), ancien capitaine au corps royal d'artillerie, chevalier de Saint-Louis (1763), lieutenant de MM. les maréchaux de France à Bellême,
  - Suzanne, sans alliance en 1784 ;
4. Pierre François Alexandre de Tascher (3 août 1715 - Pouvray † 1767 - Viantois), chevalier, seigneur de Pouvray et de la Salle, lieutenant de MM. les maréchaux de France à Chartres et ensuite à Bellême, marié en premières noces, le 3 août 1741 (Paroisse Saint-André, Chartres) avec Louise Recoquillé (née en mars 1714) - Chartres), puis, en secondes noces (1752) avec Marie Henriette Philiberte de Thurin :
  - Du premier lit sont issus :
    - Pierre Jean Alexandre qui suit,
    - Charles François, (29 janvier 1746 - Chartres † 18 août 1820 - Saint-Cosme-de-Vair, Sarthe), Seigneur de Contres, Capitaine au Régiment de Penthièvre, Capitaine de Dragons, Chevalier de Saint-Louis, marié en premières noces (1777) avec Louise de Boullemert, puis, le 5 septembre 1791 (Orléans), avec Catherine Bailly de Montaran, dont :
      - Du premier lit sont issus :
        - Alexandre Samuel (né en 1778),
        - Auguste Pierre François (né le 29 juillet 1783 - Bellême).

      - Du second lit sont issus :
        - Amédée Charles Alexandre (né le 19 août 1798 - Saint-Cosme-de-Vair), propriétaire, auditeur au Conseil d'État (12 février 1809), nommé maire de la ville du Mans en 1812, marié le 10 septembre 1828 (Mamers) avec Anne Balavoine Devaux, dont :
          - Louis Élie (né le 8 mai 1832 - Le Mans), marié le 20 avril 1860 (Sarthe), avec Caroline Desson de Saint-Aignan (née le 21 avril 1842 - Jauzé), dont
            - Léon Marie Joseph (7 août 1868 - Sillé-le-Philippe † 17 novembre 1949 - Paris XVe), vicomte de Tascher, propriétaire à Jauzé, marié le 18 octobre 1893 (Le Mans) avec Marguerite de Rouvroy de Saint-Simon (1865 † 1919), divorcés le 29 décembre 1897, dont :
              - Élisabeth Wilhelmine (9 octobre 1894 - Le Mans † 10 octobre 1894 - Le Mans),
              - Marcelle (31 octobre 1899 - Oran, Algérie † 29 août 1971 - Toulouse), issue d'un second mariage, gouvernante d'un prêtre, l'Abbé J.B Aliaume (1914 † 1970), curé d'Esperce entre 1962 et 1970, et auprès de la tombe duquel elle a souhaité se faire enterrer,

            - un autre fils,

    - Du second lit sont issus 
      - Louis François Philibert (ou Philibert-Louis-Alexandre) (1754 † 1828), chevalier de Tascher, élève à l'école royale militaire, lieutenant au régiment de Saintonge-Infanterie, il combattu lors de la guerre d'indépendance des États-Unis, député au Corps législatif,
      - Louise Françoise Félicité (née en 1760),
5. Pierre Jean Alexandre Tascher (8 février 1745 - Chartres † 3 septembre 1822 - château de Pouvrai), capitaine au Régiment de Penthièvre-Dragons, sénateur (30 vendémiaire an XIII : 22 octobre 1804), président du collège électoral du Loir-et-Cher (octobre 1806), de celui du département de la Dordogne (15 décembre 1809), Pair de France (4 juin 1814), comte de l'Empire (26 avril 1808), officier de la Légion d'honneur (an XII), Chevalier de Saint-Louis, marié le 18 février 1778 avec Catherine Flore Bigot de Chérelles (1757 † 1834), dont :
  -     - Pierre-François Léon (né en 1778, mort en bas âge),
    - Ferdinand qui suit,
    - Marie Aline Charlotte (21 juillet 1782 † 7 avril 1852 - Paris), mariée le 22 décembre 1805 avec Anaclet Henri de Cardevac, 4e marquis d'Havrincourt, officier supérieur, Chevalier de la Légion d'honneur, Chevalier de l'Ordre royal et militaire de Saint-Louis, gentilhomme honoraire de la Chambre de Charles X,
    - Charles Marie Maurice (4 décembre 1786 - Orléans † 23 janvier 1813 - Berlin), Capitaine de chasseur à cheval,
    - Eugène Jean Marie (20 avril 1792 - Orléans † 25 décembre 1812 - Königsberg), Saint-Cyrien (promotion de 1804), Lieutenant d'artillerie,
    - Benjamin Marie (9 mars 1797 - Orléans † 1830), officier qui servit dans les volontaires royaux en 1815,
    - Marie Thérèse Pauline (7 juin 1800 † 16 avril 1852), mariée le 14 janvier 1822 (Paris) avec Elie de Baudus (1786 † 1858) ;
6. Jean Samuel Ferdinand de Tascher (22 décembre 1779 - Orléans † 14 décembre 1858 - Paris), comte de Tascher, auditeur au Conseil d'État, Pair de France, marié le 9 avril 1804 avec Adèle Delangre ( † 18 novembre 1813 - Paris), puis, le 28 février 1821 avec Amélie Clémentine de Maulgué d'Avrainville (1797 † 14 novembre 1869 - Paris),
  - Du premier lit sont issus :
    - Benjamin qui suit (non autre branche !),
    - Marie Odile (juillet 1805 - Paris † 2 janvier 1870 - Cléry-Saint-André), mariée le 11 avril 1826 (Paris) avec Adolphe (1798 † 1877), marquis de Tristan, dont postérité,
    - François Léon (30 décembre 1806 - Paris † 8 février 1807),
    - Marie Paulin (15 août 1811 - Orléans † 24 août 1878 - Paris, 16ème),

  - Du second lit est issu :
    - Marie Alexandrine (5 janvier 1822 - Paris † 13 décembre 1901 - Paris, 9ème), mariée le 24 mars 1843 avec Ramón María Narváez y Campos (5 août 1800 - Loja, près de Grenade (Espagne) † 22 avril 1868 - Madrid), 1er duc de Valencia, grand d'Espagne de 1re classe, Maréchal de l'armée espagnole, président du conseil des ministres espagnol, chevalier de la Toison d'or, grand-croix des ordres royaux et militaires de Saint Ferdinand, de Sainte-Herménégilde, Charles III, d'Isabelle la Catholique, chevalier profès de l'habit de L'Alcantara, grand cordon de la Légion d'honneur, des Saints-Maurice-et-Lazare, de La Tour et Epée du Portugal, sans postérité ;
7. Benjamin Marie de Tascher (9 mars 1797 Orléans - 25 septembre 1858 à château de Thauvenay à 61 ans, témoins son fils Pierre Maurice, 27 ans et Marie Paulin de Tascher, neveu, 47 ans, demeurant à Paris, 28 rue de Clichy), vicomte de Tascher, maire de Thauvenay à sa mort, marié le 14 juin 1827 avec Joséphine de Bachasson de Montalivet (1806 † 1852), filleule de Marie-Josèphe Rose Tascher de la Pagerie, impératrice des Français, fille de Jean-Pierre de Bachasson de Montalivet, dont :
  - Maurice Pierre de Tascher (4 mai 1831 à Paris - 3 juillet 1863 à Nuka, Russie), sans postérité
  - Charlotte Camille (19 aout 1831 à Paris - 31 décembre 1911 à Paris), mariée le 3 juillet 1864 (Thauvenay) avec Emile Henri Boucher de La Rupelle (1827 † 1886), dont postérité
  - Marie Joséphine Clémentine (23 septembre 1839 à Paris - 26 avril 1915 à Thauvenay), mariée le 2 mai 1861 (Paris) avec Arthur de Chabaud-Latour (1839 † 1910), dont postérité
  - Charles (11 novembre 1842 à Paris - janvier 1925 à Lyon), commandant des mobiles du Roussillon (1870), chevalier de la Légion d'honneur, marié le 10 février 1874 avec Anne Marie de Rodorel de Seilhac, dont :
    - Robert (25 aout 1875)
    - Louis (13 avril 1880)
    - Benjamin Marie Camille Henri (22 février 1886 à Paris - 18 décembre 1964 à Papeete)

### Galerie de portraits

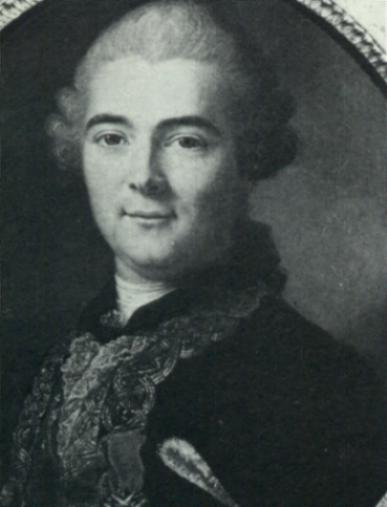
Robert-Marguerite Tascher de La Pagerie (1740-1806)
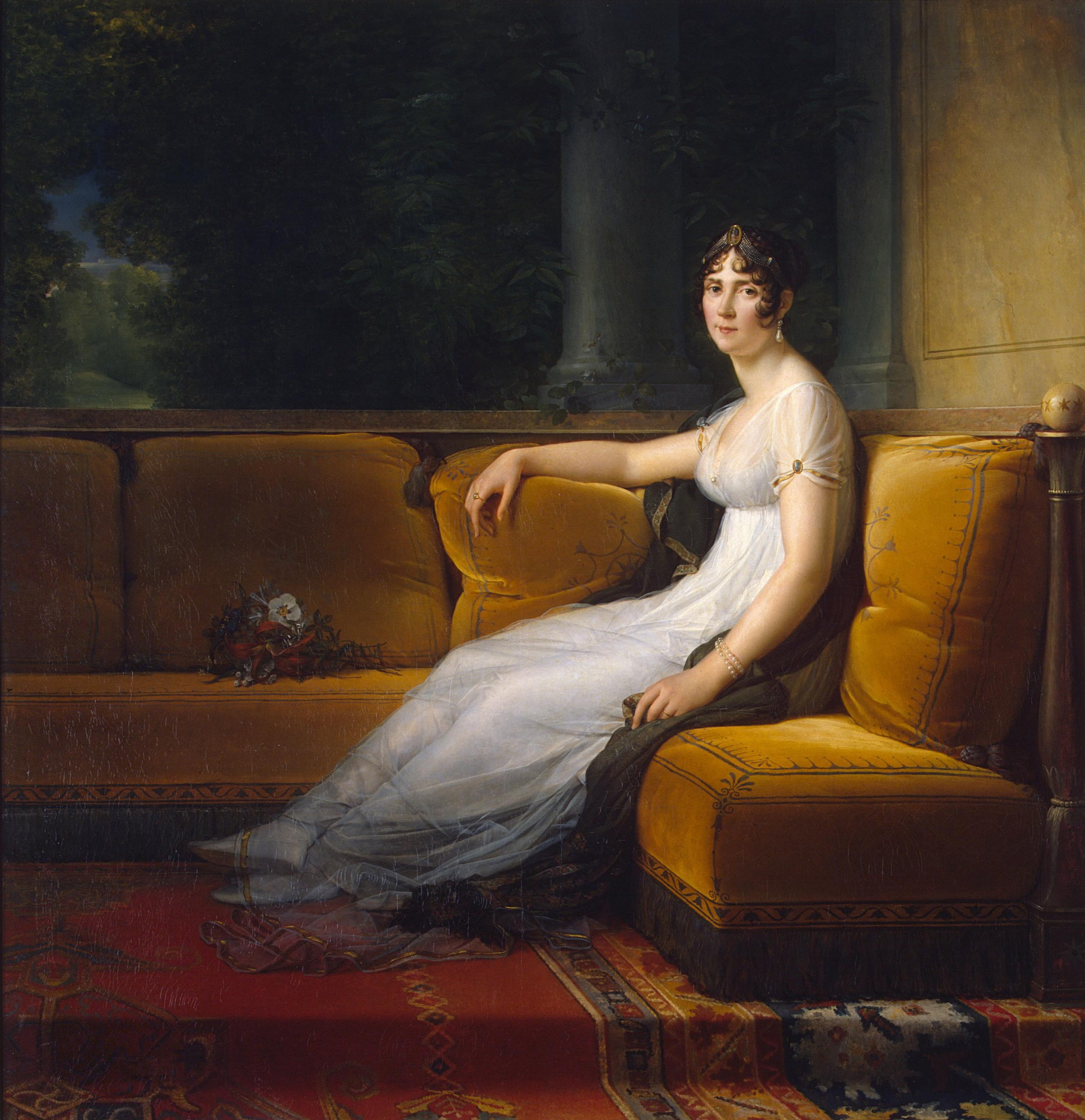
Madame Bonaparte dans son salon, vers 1801 (François Gérard)
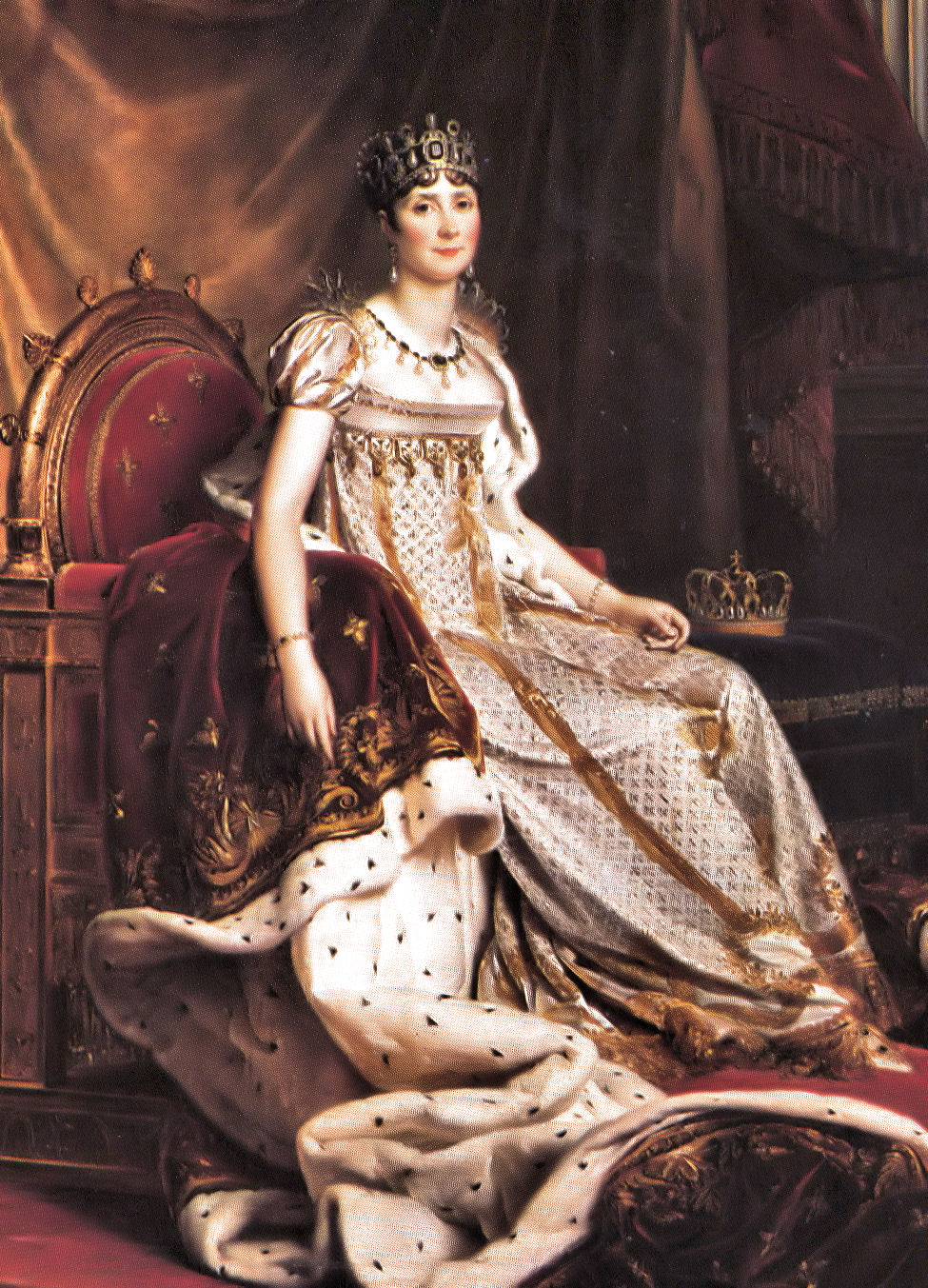
Joséphine, Impératrice des Français (François Gérard)
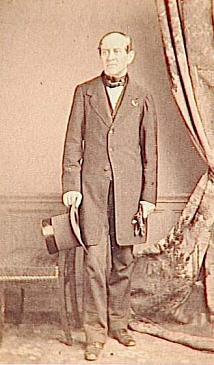
Charles Joseph Louis Robert Philippe de Tascher de La Pagerie (1811-1869), 1er duc de Tascher de La Pagerie
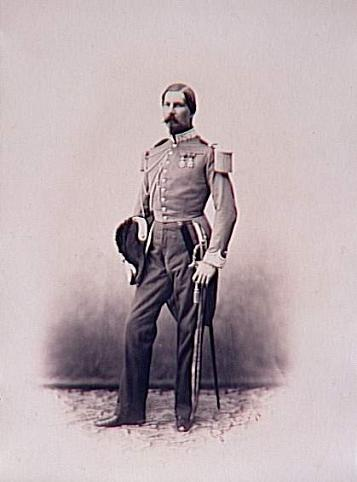
Portrait du baron Tascher de la Pagerie, officier d'ordonnance de l'empereur Napoléon III et maréchal des logis de la Maison de l'empereur (Gustave Le Gray)

## Châteaux
- Château de Pouvrai (Orne)
- Manoir de Lormarin à Nocé (Orne)

Note : Les trois domaines des châteaux de Malmaison, La Petite Malmaison et de Bois-Préau ont formé le domaine personnel l'Impératrice Joséphine. Napoléon Ier constitua un majorat pour son ex-femme Joséphine à partir du domaine de Navarre à Évreux. Le fils de cette dernière, Eugène de Beauharnais, en hérita.

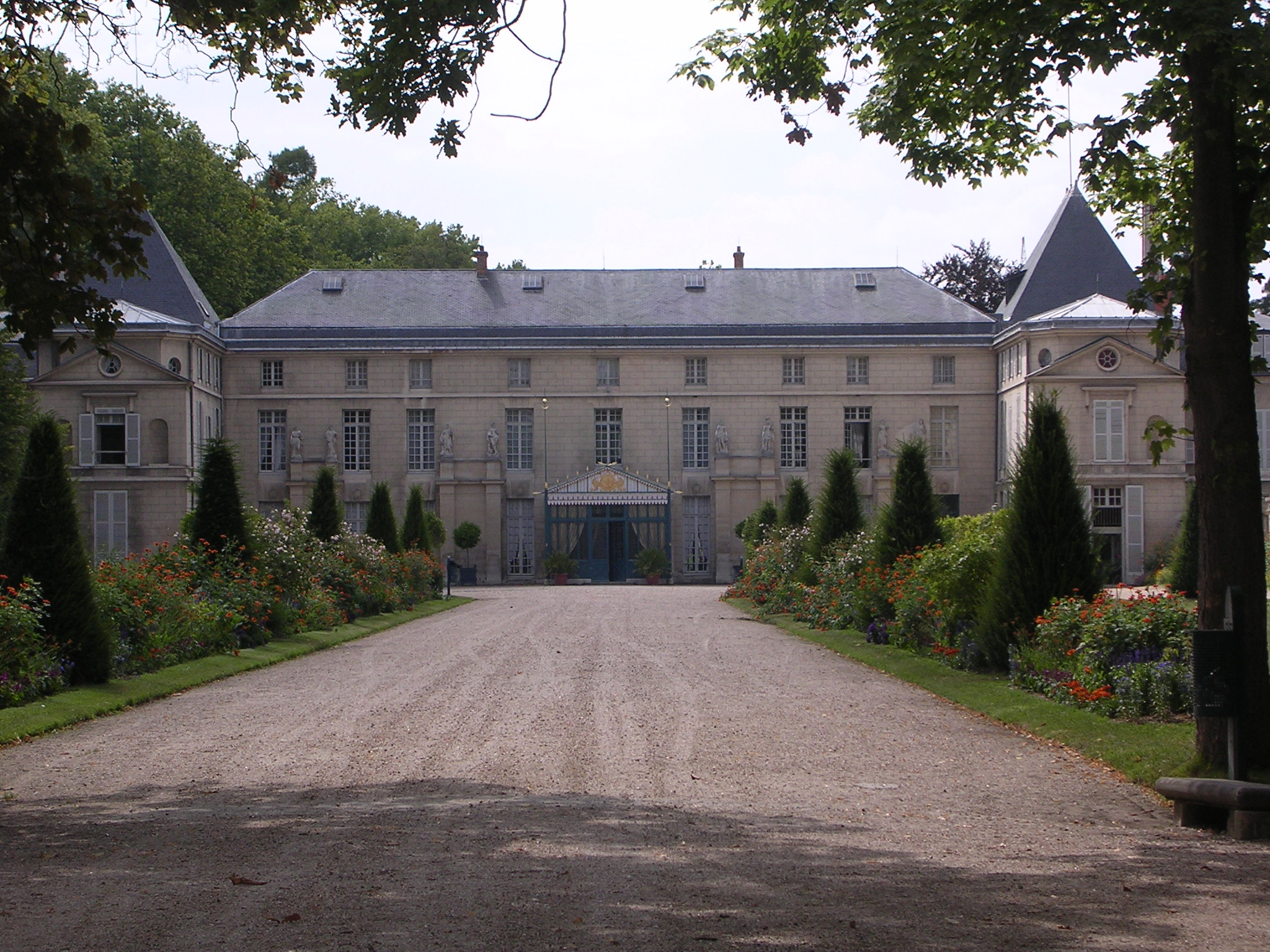
Château de Malmaison, domaine personnel de l'impératrice Joséphine
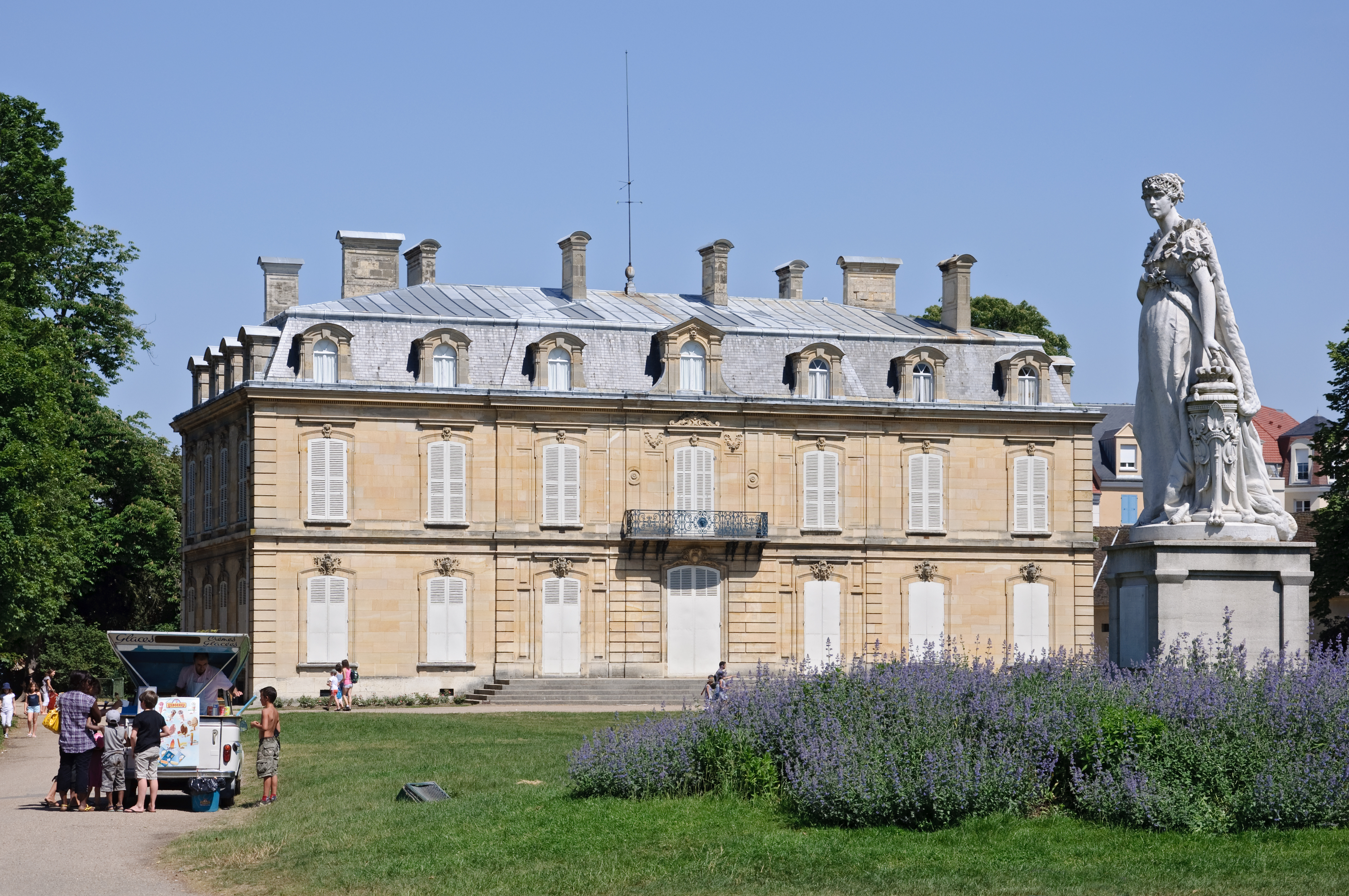
Château de Bois-Préau, domaine personnel de l'impératrice Joséphine

## Terres
Les Tascher de la Pagerie devinrent propriétaires de plantations en Martinique.

## Titres
Ne sont pas listés ici les titres personnels accordés à l'impératrice des français Joséphine Tascher de la Pagerie.

### Branche aînée
- La branche aîné a porté en 1789 le titre de courtoisie de baron de Tascher[13].
- Comte héréditaire de Tascher de la Pagerie par lettres patentes du 14 août 1818[3] (branche aînée, éteint en 1993)
- Duc de Tascher de la Pagerie par décret du 2 mars 1859 selon les lettres patentes du 8 juillet 1810 et 16 mai 1811[13]. (dévolution du duc de Dalberg †1833)[14]
- Comte de Tascher de la Pagerie et de l'Empire par lettres patentes du 6 octobre 1810[3] (branche aînée, éteint en 1866 avec le titulaire)
- Comte de Tascher de la Pagerie et de l'Empire par lettres patentes du 9 mars 1810[3] (branche aînée, éteint en 1901)

### Liste des ducs de Tascher de la Pagerie
1. Charles Joseph Louis de Tascher de La Pagerie (1811-1869), 1er duc de Tascher de La Pagerie le (2 mars 1859)[2].
2. Louis Robert Maximilien Charles Auguste de Tascher de La Pagerie (1840-1901), 2e et dernier duc de Tascher de La Pagerie[2], fils du précédent, mort sans postérité[2].

Note : la branche aînée de la famille Tascher de La Pagerie (éteinte en 1993 en ligne masculine) qui n'était pas liée au 1er duc de Dalberg ni issue du 1er duc de Tascher de la Pagerie, a porté illégalement le titre de « duc de Tascher de la Pagerie » à l'extinction de ce titre en 1901. 

### Branche cadette
- Comte de Tascher et de l'Empire par lettres patentes du 8 mai 1808 avec institution d'un majorat au titre de baron par lettres patentes du 23 octobre 1811 (branche cadette, éteints en 1878)[3]
- Comte de Tascher et pair de France par ordonnances du 4 juin 1814, 9 août 1815, 31 août 1817 et lettres patentes du 18 février 1818[3] (branche cadette éteint en 1964)[13]

## Armes
- Tascher, Normandie - armes primitives : D'argent à trois bandes de gueules, chargées chacune de quatre flanchis du champ posés dans le sens de la bande[15] – armes figurant aux Salles des Croisades[16].
- Tascher, Perche : D'argent à trois fasces abaissées d'azur, chargées chacune de trois flanchis du champ et accompagnées en chef de deux soleils de gueules[15].
- Tascher de La Pagerie (barons 1779). Branche aînée, Blésois, Martinique : D'azur à trois bandes d'or, chargées chacune de trois tourteaux de gueules[15].
- Tascher de La Pagerie, Paris (comtes de l'Empire 3 mars 1810 ; ducs 16 juillet 1811 ; confirmations desdits titres, 2 mars 1859.) Armes depuis le Premier Empire : Parti : au 1 d'azur à trois bandes d'or chargées chacune de quatre [sic] tourteaux de gueules (branche aînée) ; au 2 d'argent à trois fasces abaissées d'azur, chargées chacune de trois flanchis du champ et accompagnées en chef de deux soleils de gueules (branche cadette) : au chef de l'écu de gueules, semé d'étoiles d'argent (ducs de l'Empire). Timbre: couronne de duc. Support : deux lions. Devise : Honori Fidelis[15].
- Armes personnelles de Marie Josèphe Rose Tascher de La Pagerie, dite Joséphine de Beauharnais, impératrice des Français de 1804 à 1809 : D’azur à l’aigle impériale d’or, les ailes étendues, empiétant un foudre du même. Au manteau de gueules, semé d’abeilles d’or, frangé d’or, doublé d’hermines, à la couronne impériale sommée d’un globe surmonté d’une croix recroisetée[17].

Sous le Premier Empire, des membres de la famille ont adopté des variantes personnelles des armes familiales.

Tascher, Normandie - armes primitives
Tascher - Perche
Tascher de la Pagerie, branche aînée - Blésois, Martinique
Tascher de la Pagerie Paris (comtes de l'Empire 3 mars 1810 ; ducs 16 juillet 1811)
Armes personnelles de Joséphine de Beauharnais impératrice des Français

## Plainte pour usurpation de nom
Emmanuel Taché dit Emmanuel Taché de La Pagerie, député des Bouches-du-Rhône, a été assigné à comparaître à la suite d'une plainte de la part des trois derniers membres de la famille de Tascher de La Pagerie. En effet, celui-ci use du nom « de La Pagerie » sans droit ni titre et, s'appuyant sur l'homophonie avec son propre patronyme, porterait ainsi préjudice aux véritables descendants de la famille.